# Seimas Popular
El Seimas Popular (lituà: Liaudies Seimas) fou un parlament titella establert per legitimar l'ocupació i annexió de Lituània per part de la Unió Soviètica (URSS). Després de l'últimatum soviètic del juny del 1940 es formà un nou «Govern Popular», que dissolgué el Quart Seimas i anuncià eleccions al Seimas Popular. El resultat d'aquestes eleccions falsejades fou un nou parlament que adoptà unànimement una resolució per transformar l'estat independent de Lituània en la República Socialista Soviètica de Lituània. La sol·licitud de Lituània d'entrar a formar part de la Unió Soviètica fou aprovada el 3 d'agost del 1940. El 25 d'agost, el Seimas Popular adoptà una nova constitució, copiada en gran part de la Constitució Soviètica del 1936, i es reformà a si mateix com a Soviet Suprem de l'RSS de Lituània.
Segons les fonts lituanes i occidentals, tots aquests actes no foren més que un intent de donar una semblança de legitimitat constitucional a l'ocupació soviètica. De fet, quan Lituània declarà la independència el 1990, argüí que les accions del Seimas Popular (i la resta del procés d'annexió) havien vulnerat tant el dret lituà com l'internacional, i que l'estat només tornava a exercir una independència que legalment mai no havia deixat d'existir. D'altra banda, les fonts soviètiques i russes diuen que els lituans, els estonians i els letons dugueren a terme una revolució socialista sense cap mena d'influència de Moscou i seguidament demanaren unir-se a l'URSS.